# Liste des édifices religieux de Saint-Pierre-et-Miquelon
Cet article recense les édifices religieux de Saint-Pierre-et-Miquelon.

## Liste

### Saint-Pierre
- Cathédrale Saint-Pierre
- Chapelle du Saint-Esprit
- Chapelle Sainte-Bernadette
- Chapelle des Sœurs de Cluny
- Chapelle Notre-Dame-des-Marins

### Miquelon-Langlade
- Église Notre-Dame-des-Ardilliers
- Chapelle Sainte-Thérèse-de-l'Enfant-Jésus

### Anciens édifices
- Chapelle Sainte-Philomène, Langlade
- Chapelle Notre-Dame-des-Marins de Saint-Pierre-et-Miquelon